# Шмушкевич Михайло Юрійович
Шмушкевич Михайло Юрійович (11 листопада 1913, м. Ржищів — 2003) — український письменник.

## Біографія
Народовся у робітничій сім'ї. Після закінчення місцевої школи переїхав до Києва, де працював слюсарем на металокомбінаті і одночасно навчався на робфаці Індустріального інституту. Поступивши на філологічний факультет КДУ, перейшов на роботу в редакцію газети «Київський піонер».
Саме на цей час припадає початок його літературної творчості. Перша повість для дітей та юнацтва «Кнопки» видрукувана 1932 р. в російській періодиці.
В перший же день Великої Вітчизняної війни був мобілізований в ряди діючої армії. Воював на Південно-Західному фронті спершу як ст. інструктор політвідділу, а потім — начальником дивізійної розвідки.
При виході з київського оточення був поранений на березі Псла, після чого на тривалий час попав у військовий шпиталь. У травні 1942 р. під час нещасливої наступальної харківської операції вдруге був тяжко поранений і непритомним попав у полон. Пройшов усі кола пекла фашистських концтаборів, працюючи в кам'яних кар'єрах Рамельсбаха. Будучи одним із керівників антифашистського руху опору, брав участь в повстанні військовополонених, які 18 березня 1945 р. прорвалися в розташування американських військ.
Наприкінці 1945 р. повернувся на Батьківщину і кілька місяців перебував у спецтаборі для перевірки колишніх військовополонених радянських офіцерів у районі м. Невель. Після беріївської чистки повернувся до Києва, де працював у молодіжній пресі. 19 травня 1949 р. був заарештований органами МДБ за вигаданим звинуваченням: шпигунство на користь американської розвідки. В березні 1950 р. особливою нарадою МДБ СРСР був засуджений за ст. 54—1 б (зрада Батьківщини) КК УРСР на 25 років ув'язнення у виправно-трудових таборах особливого режиму.
Під час багатомісячного перебування в тюремній камері у колишнього воїна відкрилися старі рани. Прикутий до ліжка, покарання відбував в Абезькому інвалідному таборі (Комі АРСР). 19 березня 1955 р. за рішенням військової прокуратури СРСР був звільнений як безвинно репресований.
Михайло Шмушкевич — автор романів «Солнце не угасает» (1958), «Иду на сближение» (1974), «Теплая осень» (1977), «Аутодафе на Соборной» (1983), «Совесть» (1984), а також повістей: «Два Гавроша» (1962), «Испытание» (1964), «Именем закона», «Солов'їний гай» (1966), «Подвиг генерала» (1977), «Я вас жду» (1980) та кількох збірок оповідань.